# Hydroxyapatite
L'hydroxyapatite ou hydroxylapatite (HA) est une espèce minérale de la famille des phosphates, de formule Ca5(PO4)3(OH), usuellement écrite Ca10(PO4)6(OH)2 pour souligner le fait que la maille de la structure cristalline comprend deux motifs. L'hydroxyapatite est le membre hydroxylé du groupe apatite. L'ion OH− peut être remplacé par le fluor, le chlore ou le carbonate.
L'hydroxyapatite cristallise dans le système hexagonal. La poudre d'hydroxyapatite pure est blanche. Celles que l'on trouve dans la nature peuvent cependant être de couleur marron, jaune ou verte. On peut rapprocher ceci de la décoloration observée dans la fluorose dentaire.
L'hydroxyapatite est la principale composante minérale de l'émail dentaire, la dentine et l'os.

## Modes de production
L'hydroxyapatite peut être synthétisée par différentes méthodes, comme la coprécipitation chimique, par voie hydrothermale, par irradiation micro-onde, par voie sol-gel (chimie douce) ou encore par voie solide. Tagai et Aoki proposent qu'une suspension d'hydroxyapatite nanocristalline peut être préparée par une réaction de précipitation en chimie douce suivant l'équation ci-dessous.
10 Ca(OH)2 + 6 H3PO4 → Ca10(PO4)6(OH)2 + 18 H2O

## Déficience en calcium
La sous-stoechiométrie de l'hydroxyapatite  Ca10−x(PO4)6−x(HPO4)x(OH)2−x  (où x est compris entre 0 et 1) est généralement définie par un déficit cationique. Un ratio Ca/P permet de rendre compte de ce déficit et est compris entre 1,67 et 1,5. Le ratio Ca/P est couramment utilisé dans les analyses de phases de phosphates de calcium.
L'hydroxyapatite stoechiométrique Ca10(PO4)6(OH)2 possède un ratio Ca/P = 10/6 soit une valeur de 1.67.

## Utilisation médicale
L'hydroxyapatite peut être utilisée comme substance de remplissage pour remplacer un os amputé ou comme enduit pour favoriser la croissance à l'intérieur des implants prothétiques. Bien qu'il existe de nombreux autres états avec une structure chimique similaire voire identique, le corps répond de manière bien différente à l'un ou à l'autre.
Le squelette du corail peut être transformé en hydroxyapatite à haute température. Sa structure poreuse permet une croissance relativement rapide et l'expansion de la force mécanique initiale. De plus, la haute température permet de brûler les molécules organiques comme les protéines, empêchant ainsi le rejet de greffe.
Certains implants dentaires modernes sont enduits d'hydroxyapatite. Il a été suggéré que ceci pourrait favoriser l'ostéointégration, mais il n'existe pas d'essai clinique concluant sur le sujet.
L'hydroxyapatite est aussi utilisée (à la place du fluor) dans des dentifrices. 